# Masacre de la Penitenciaría de Guayaquil de septiembre de 2021
La Masacre de la Penitenciaría de Guayaquil fue una matanza de reclusos ocurrida el 28 de septiembre de 2021 en la Penitenciaría del Litoral, ubicada en la ciudad de Guayaquil, Ecuador, a causa de enfrentamientos entre bandas criminales al interior de la institución penitenciaria. La masacre dejó un saldo de 123 reclusos asesinados y alrededor de 80 heridos, lo que la convirtió en la peor matanza carcelaria en la historia del país, además de la quinta peor en la historia de Latinoamérica.

## Antecedentes
Los enfrentamientos entre las bandas criminales iniciaron luego de la muerte de Jorge Luis Zambrano, líder de la banda de Los Choneros, una de las organizaciones delictivas más grandes y antiguas del país. Zambrano fue asesinado el 20 de diciembre de 2020 y a raíz del hecho varios grupos que antes formaban parte de los Choneros se separaron de la estructura y comenzaron a atacar a sus antiguos líderes. Estos grupos pasaron a ser las bandas de Los Chone Killers, Los Lobos, Los Pipos y Los Tiguerones.
De acuerdo al portal de noticias Primicias, el enfrentamiento que dio lugar a la masacre en la Penitenciaría habría ocurrido como respuesta a la celebración del cumpleaños de uno de los líderes de Los Choneros en uno de los pabellones de la Penitenciaría, la noche del 24 de septiembre. Miembros de Los Choneros habrían afirmado durante la celebración que ellos eran la banda con más poder dentro de la cárcel, lo que habría enfurecido a integrantes de las bandas Los Lobos y Los Tiguerones.

## La masacre
Los enfrentamientos entre las bandas iniciaron alrededor de las 9:30 de la mañana del 28 de septiembre, cuando se escucharon las primeras detonaciones de explosivos dentro de la cárcel y se decidió evacuar al personal administrativo que trabajaba en el lugar. Reclusos de los pabellones 8 y 9 ingresaron al pabellón 5 y atacaron a sus rivales, lo que provocó alrededor de 35 muertes y 48 heridos. Miembros de la banda Los Tiguerones atacaron además a reclusos de los pabellones 1 y 3 y decapitaron a cinco de ellos. Para lograr ingresar al pabellón 5, los atacantes utilizaron una granada. Una vez dentro se enfrentaron con miembros de Los Choneros, en disturbios que duraron aproximadamente cinco horas.
Como consecuencia del primer enfrentamiento ocurrido en la mañana, horas después tuvo lugar otro ataque a modo de represalia.

## Respuesta
El 30 de septiembre, alrededor de 900 policías y militares ingresaron a la Penitenciaría del Litoral para pacificar la cárcel, como respuesta al anuncio del presidente Lasso un día antes de que algunos pabellones aún no contaban con presencia policial. Durante el ingreso, las fuerzas del orden encontraron garitas improvisadas construidas por los reclusos y agujeros en varias paredes utilizados por los atacantes para ingresar a otros pabellones en busca de víctimas.
Debido al tipo de heridas que recibieron, hasta el 14 de noviembre del mismo año, 8 cadáveres seguían sin ser identificados por la policía.